# 안동식혜
안동식혜(安東食醯)는 밥에 무 썬 것을 넣고 생강즙과 고춧가루를 넣고 보통 식혜는 밥을 엿기름 물로 당화시켜 단맛이 나고 밥알이 동동 뜨게 한 차가운 음료인데 안동식혜는 멥쌀이나 찹쌀밥을 지어 무와 고춧가루, 생강 등의 향신료와 섞어 엿기름물에 버무려 3∼4시간 발효시킨 음료로 맛이 시원하면서도 맵고 칼칼하며 소화에 도움을 주므로 잔치 때는 물론 평소에도 먹는다. 식해(食醢)에서 식혜(食醯)로 변화되어 생겨난 것으로 보이는 중간 음식이다.

## 효능과 부작용
심폐기능을 강화하는 고추의 캡사이신 성분과 모세혈관을 넓혀주는 생강, 항산화 기능을 하는 무의 베타인 성분 등이 고혈압을 완화하는데 도움을 줄 수 있다. 안동 식혜가 몸에 좋다고 너무 많이 먹게 될 경우, 급격하게 혈당 수치가 상승할 수 있다.

## 현황과 일화
한 종손은 안동식혜의 맛과 외지인의 반응에 대해 "(안동식혜가) 특이해가지고, 고춧가루 넣어서 맵기도 하고 달기도 하고. 제사에도 원래 식혜 쓰잖아요. 식혜 물은 꼭 동치미 같아요. 시원한 게. 감기 걸릴 때 겨울에 먹으면 목이 탁 트이는 게 좋아요. 특이하지. 내가 군에 있을 때 내가 36사단서 근무했는데 부산에 친구를 데리고 와가지고, 아마 설하고 보름하고 중간쯤 되었을 거예요. 그걸 주니까, 한 숟가락 주니까 안 먹어. 그리고 돌아가다가 ‘그게 뭐로(뭐냐)’ 이래서, ‘그거 안동식혜라고 그는(그러는) 게 있어’. ‘그게 뭐 달고 맵고 꼭 개토해 놓은 거(것) 같은 거 어에(어떻게) 먹노(먹느냐)’ 이래. 거 뭐, 안 먹다 먹는 사람은 그런 말 할끼래(할거야)." 라고 하였다.

## 참고 문헌
- 《안동식혜의 조리법에 관한 연구 : I . 조리법의 유래에 따른 사적 고찰》, 윤숙경, 한국식생활문화학회, <한국식생활문화학회지> 3권1호 (1988), pp.101-111

## 같이 보기
- 식혜
- 안동
- 조청
- 설탕